# Chiedozie Ogbene
Chiedozie Ogbene, né le 1er mai 1997 à Lagos au Nigeria est un footballeur international irlandais. Il joue au poste d'ailier à Ipswich Town.

## Carrière
Chiedozie Ogbene nait le 1er mai 1997 à Lagos, plus grande ville du Nigeria. Sa famille migre vers l'Irlande en 2005 quand son père obtient un travail dans la région de Cork. Il aurait pu alors émigrer de nouveau vers les États-Unis, mais son père refuse un emploi en Floride pour rester en Irlande. Ogbene grandit dans le quartier de Grange à Cork et est scolarisé à la Bunscoil Chríost Rí. Comme la plupart des jeunes irlandais, Ogbene joue aux sports gaéliques et tout particulièrement au football gaélique. Il intègre le Nemo Rangers GAA, un des principaux clubs irlandais. Il dispute le championnat du Munster des moins de 21 ans en 2015 et marque 5 points (1-2) en finale pour ce qui sera son tout dernier match pour Nemo. Dans le même temps il pratique le football dans différents clubs inscrits dans la Munster Senior League, Tramore Athletic, College Corinthians, Kilreen Celtic et Everton. C'est ce sport que Chiedozie Ogbene choisit finalement en signant au Cork City Football Club.

### En club
Il rejoint Cork City en août 2015.
En janvier 2017, il rejoint Limerick
Le 30 janvier 2018, il rejoint Brentford.
Le 29 août 2019, Ogbene rejoint Rotherham United

### En sélection
Le 8 juin 2021, il fait ses débuts pour l'Irlande lors d'un match contre la Hongrie.

## Palmarès
- Rotherham United
  - Vainqueur de la EFL Trophy en 2022